# Egyxos
Egyxos er en italiensk animeret tv-serie med 26 afsnit produceret af De Agostini Publishing, DeA Kids, Planeta Junior og Musicartoon. Det har været sendt i hjemlandet på Super! siden 22. februar 2015. Serien sendes i USA på Cartoon Network. I Latinamerika sendes serien på Nickelodeon og i Danmark sendes den på DR Ramasjang.

## Plot
Historien fortæller om Leo's eventyr, en dreng der har en ægte passion for de gamle egyptere. Han skal ud over problemerne hos en normal teenager overveje farerne ved den parallelle verden af "egyxos", som er opdelt i to hære: den gyldne hær og den sorte hær. Leo går ind i egyxos takket være Ra-armbåndet, som har indbygget, ud over de generiske tre sten med vand, luft og ild, Ra's øje, en sten af kosmisk og enorm kraft, der kan gøre endnu en begynder i en ægte egyxos kriger.